# Cláusula derogatoria
La Sección Treinta y Tres de la Carta Canadiense de los Derechos y las Libertades forma parte de la Constitución de Canadá. Se la conoce como cláusula derogatoria o como cláusula sin perjuicio (en inglés notwithstanding clause y en francés clause dérogatoire) y permite que el parlamento o las legislaturas provinciales hagan caso omiso de ciertas obligaciones de la Carta.
Se utilizó en Quebec para mantener la Ley 101 en su totalidad hasta 1992 y para cerrar la Comisión de las Escuelas Católicas de Montreal.